# Amina Lawal
Amina Lawal is een Nigeriaanse ongehuwde moeder. In maart 2002 werd ze door een islamitische sharia-rechtbank veroordeeld tot de dood door steniging voor “zina” en de eruit volgende zwangerschap. De vader van het kind werd niet vervolgd.
De zaak lag gevoelig in Nigeria, waar een moeizaam evenwicht bestaat tussen christelijke en islamitische regio's. De uitspraak veroorzaakte ook ophef in het Westen, en een aantal campagnes werd gestart om de Nigeriaanse regering onder druk te zetten het vonnis ongedaan te maken. De Miss World-verkiezing, die in 2002 in Nigeria gehouden zou worden, werd uiteindelijk verplaatst naar Londen omdat men vreesde voor de veiligheid van de deelneemsters door het uitbreken van de Miss World-rellen, en ook als protest tegen het vonnis.
In september 2003 werd de veroordeling in hoger beroep verworpen door een islamitische rechtbank. Vier van de vijf rechters vernietigden het oordeel wegens procedurefouten, het feit dat haar voorhuwelijkse seks niet onomstotelijk bewezen was en dat ze geen advocaat had gekregen bij het oorspronkelijk vonnis.